# Jelenidő
A Jelenidő egy fekete-fehér magyar játékfilm, amelyet 1971-ben forgattak és 1972-ben mutattak be. A forgatókönyv eredeti címe: Valami szép. A forgatókönyvet a film rendezője: Bacsó Péter és Zimre Péter írta. A történet, a film készítésének idején játszódik, a munkásból „kiemelt káder” kettős kötöttségének konfliktusairól, illetve az üzemi demokrácia kérdéseiről szól.

## Készítették
- Rendező: Bacsó Péter
- Forgatókönyvíró: Bacsó Péter
Zimre Péter
- Kosztüm: Homonnay Zoltánné
- Operatőr: Zsombolyai János
- Vágó: Boronkay Sándor
- Zeneszerző: Vukán György
- Hangmérnök: Peller Károly
- Gyártásvezető: Gulyás Lajos
- Stúdióvezető: Újhelyi Szilárd

## Szereplők
- Mózes Imre – Simon Ágoston
- Mózesné Irén – Bódis Irén
- Mózes anyja – Pápay Klára
- Ica – Koszta Gabriella
- Szemanek igazgató – Sárközy Zoltán
- Somogyi bácsi – Borsóhalmi József
- Takács párttitkár – Óhidy Lehel
- Kulcsár – Liska Tibor
- Görbe – Szabó Lajos
- Németh – Tar László
- Varró – Turner Zsigmond
- Hudák Vili – Szmolica Gábor
- Gyula bácsi – Szabó Ferenc
- Nagy – Sugár László
- Krizsán – Tóth Tamás
- Kalocsa – Kovács András
- Zsófika – Dávid Ágnes
- Operaénekesnő – Werner Mária
- Kárász – Rajhona Ádám

További szereplők: Bángyörgyi Károly, Kuti József, Sinka Károly, Bolyhos László, Füller Dezső, Molnár Ernő, Mészáros György, Németh Lajos, Pozsár Lajos, Szilágyi József, Nyers László

## A film cselekménye, előzményei
A film alapjául szolgáló perről a Film Színház Muzsikában az alábbiakat írták:

„Egy bírósági ügy aktái közt bukkantak a forgatókönyv írói (Zimre Péter és Bacsó Péter) a periratokra, amely egy munkásember s egy gyárigazgató közti viaskodás krónikáját tartalmazta. A munkásember — beosztására nézve minőségi ellenőr, a kötelességét teljesítette: nem volt hajlandó selejtet átvenni — az igazgató meg, export érdekekre történő hivatkozással — arra utasította, hogy „hunyja be a szemét". Nem tette: elbocsájtották. Perre ment a direktorral — úgy érezte, igaza van, s igaza önmagáért beszél.”

A film készítői a hivatalos premier előtt – több ankéttal egybekötött előbemutatót, házivetítést tartottak különböző gyárakban, üzemekben. A filmrendező és forgatókönyvíró Bacsó Péter, erről és a filmötletről az alábbiakat mondta:

„ A film születése — majdnem sablonos. A Népszabadság levelezési rovatában akadtam rá egy különös sorsú munkásember panaszaira. Felkerestem, elbeszélgettünk. Róla mintáztam a film főhősét: Mózes Imre lakatost. Kapcsolatunk azóta is tart. Kapom tőle a rövidebb-hosszabb leveleket. Ugyanis az ilyen igazságkereső emberekkel mindig történik valami... A filmbéli történet majdnem így megesett a valóságban is. Természetesen tapasztalataim alapján megfelelően általánosítottam. Ezek az elővetítések kísérletfélék. A sok kommersz, szórakoztató film között az ilyen hangvételű, különösen munkás környezete miatt ritka. A forgalmazás szakembereivel együtt keressük a film és a közönség egymásra találásának útjait. Az a helyzet, hogy a közönségben élnek rossz reflexek…”

A film főhőse Mózes Imre, egy budapesti nagyüzem minőségi ellenőre, kénytelen bírósághoz fordulni igazgatójával szemben, mert az jogtalanul elbocsátotta munkahelyéről. A tárgyalást elnapolják, Mózes pedig, – mivel igazgatója visszaveszi az üzembe, sőt a TMK csoportvezetőjének nevezi ki, – visszavonja a feljelentést. A TMK műhelyben odaadó és áldozatos munkával szocialista brigádban kapcsolja össze az embereket. De egy prémiumosztás, amikor Mózes meg akarja szüntetni az egyenlősdit, szembe fordítja társaival. Nincs munkájuk, oda a munkafegyelem, kevés a pénz, ideges a hangulat, feszült a légkör. S ekkor, üzemi érdekekre hivatkozva, leváltják minden különösebb indoklás nélkül. Társai, beosztottjai nem állnak ki mellette. Csak később, amikor a sorozatos megrázkódtatások miatt Mózes szívbetegsége kiújul, harcolják ki a gyár vezetőségével szemben a TMK csoport tagjai főnökük igazát.

## Díjak
- Ezüst Leopárd díj (2. díj) Locarno (1972)[3]
- Lacerna d'oro (Arany Szőlőmag) díj  – 17. neorealista filmek fesztiválja, Avellino (1976)[4]

## Könyv
A filmtrilógia (Kitörés; Jelenidő; Harmadik nekifutás) irodalmi forgatókönyvei egy kötetben is megjelentek: 
- Bacsó Péter: Jelenidő (Szépirodalmi könyvkiadó, Budapest, 1975.) ISBN 963150381X